# Piłat umywający ręce (obraz Hendricka ter Brugghena)
Piłat umywający ręce (niderl. Pilatus wast zijn handen in onschuld) – obraz holenderskiego malarza barokowego Hendricka ter Brugghena z ok. 1617 roku, znajdujący się w Galerii Malarstwa Obcego Muzeum Narodowego w Lublinie.

## Opis
Obraz powstał w ok. 1617 roku. Hendrick ter Brugghen, przedstawiciel holenderskiego caravaggionizmu, namalował scenę opisaną w Ewangelii wg św. Mateusza. Dzieło przedstawia grupę trzech osób: rzymskiego prokuratora Poncjusza Piłata oraz dwóch sługów. Piłat, ubrany w strój wschodni, z białym turbanem na głowie, obmywa ręce, na znak oddalenia od siebie możliwej winy za skazanie na śmierć Chrystusa. Młodszy sługa polewa dłonie prokuratora, starszy podtrzymuje misę, na ramieniu mając sukno do obtarcia.
Obraz ma wymiary 100 x 128 cm. Dzieło prezentowane jest w Galerii Malarstwa Obcego XVII-XIX w. na Zamku Lubelskim. Muzealny numer inwentarzowy: S/M/1611/ML.